# Zarzecze (województwo podlaskie)
Zarzecze (Zarzecze Pawłowskie) – wieś w Polsce położona w województwie podlaskim, w powiecie suwalskim, w gminie Przerośl.
Wieś królewska starostwa niegrodowego przeroskiego położona była w końcu XVIII wieku w powiecie grodzieńskim województwa trockiego. W latach 1975–1998 miejscowość należała administracyjnie do województwa suwalskiego.
Na południe od wsi przepływa rzeka Błędzianka.